# 大桑堉嗣
大桑 堉嗣（おおくわ いくじ、1942年3月1日 - ）は、日本の実業家。オークワ代表取締役会長。日本チェーンストア協会副会長、日本スーパーマーケット協会副会長、和歌山県公安委員会委員長等も歴任。

## 略歴
三重県熊野市出身。日本大学商学部卒業。和歌山県和歌山市に本社を置き、南近畿（大阪府・奈良県・三重県）を中心にスーパーマーケットチェーンを展開しているオークワ創業者である大桑勇の長男である。現在、同社の代表取締役会長を勤めている。
2008年3月、同年5月15日をもって、現職と兼任でCEOに就任する事が発表された。
その他、日本流通産業株式会社の代表取締役社長（代表者）や日本チェーンストア協会の副会長、日本スーパーマーケット協会の副会長も務めている。2008年7月から2017年7月まで和歌山県公安委員を務め、任期中の通年3年間公安委員長も務めた。この功績から2018年春に旭日小綬章を受賞した。